# 南大東港
南大東港（みなみだいとうこう）は、沖縄県島尻郡南大東村にある地方港湾。沖縄県が管理している。

## 概要
南大東島の港で北岸の北地区、西岸の西地区、南岸の亀池地区の3港区に分かれている。1972年5月15日の沖縄返還の際に北港、西港、亀池港として地方港湾に指定されたが、2000年4月1日に3港を統合して南大東港となった。西地区が主に使用され、北地区、亀徳地区は西地区が荒天で使用出来ない場合などに使用される。
各港とも外洋に面しており、急峻な地形により防波堤などの外郭施設が設けられないため、係船ブイを利用して船体を岸壁から離した状態で係留、クレーンにより荷役を行う。旅客も専用のコンテナで乗下船する。
2015年度の発着数は162隻（108,022総トン）、利用客数は1,600人（乗船854人、下船746人）である。

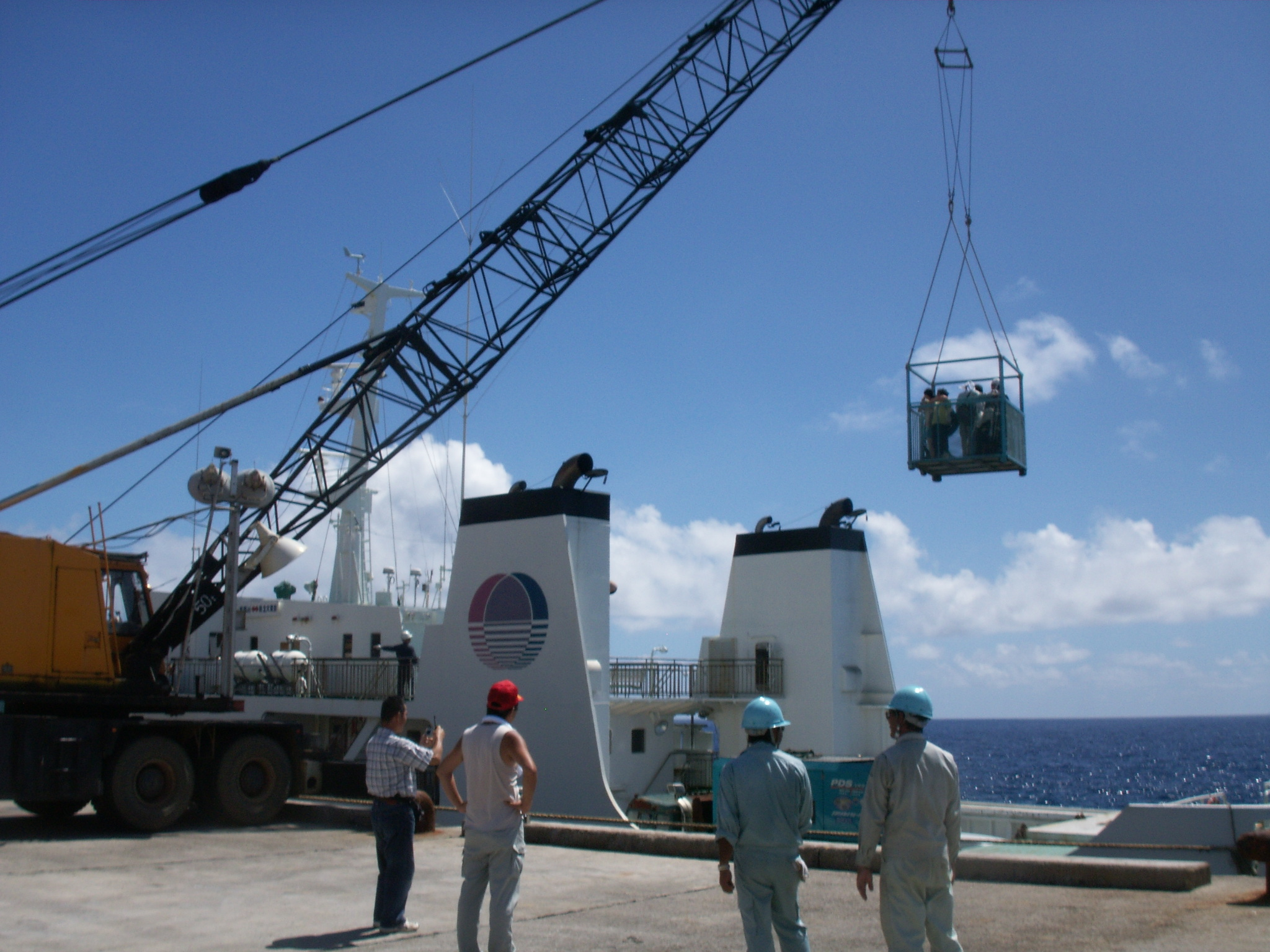
クレーン上陸
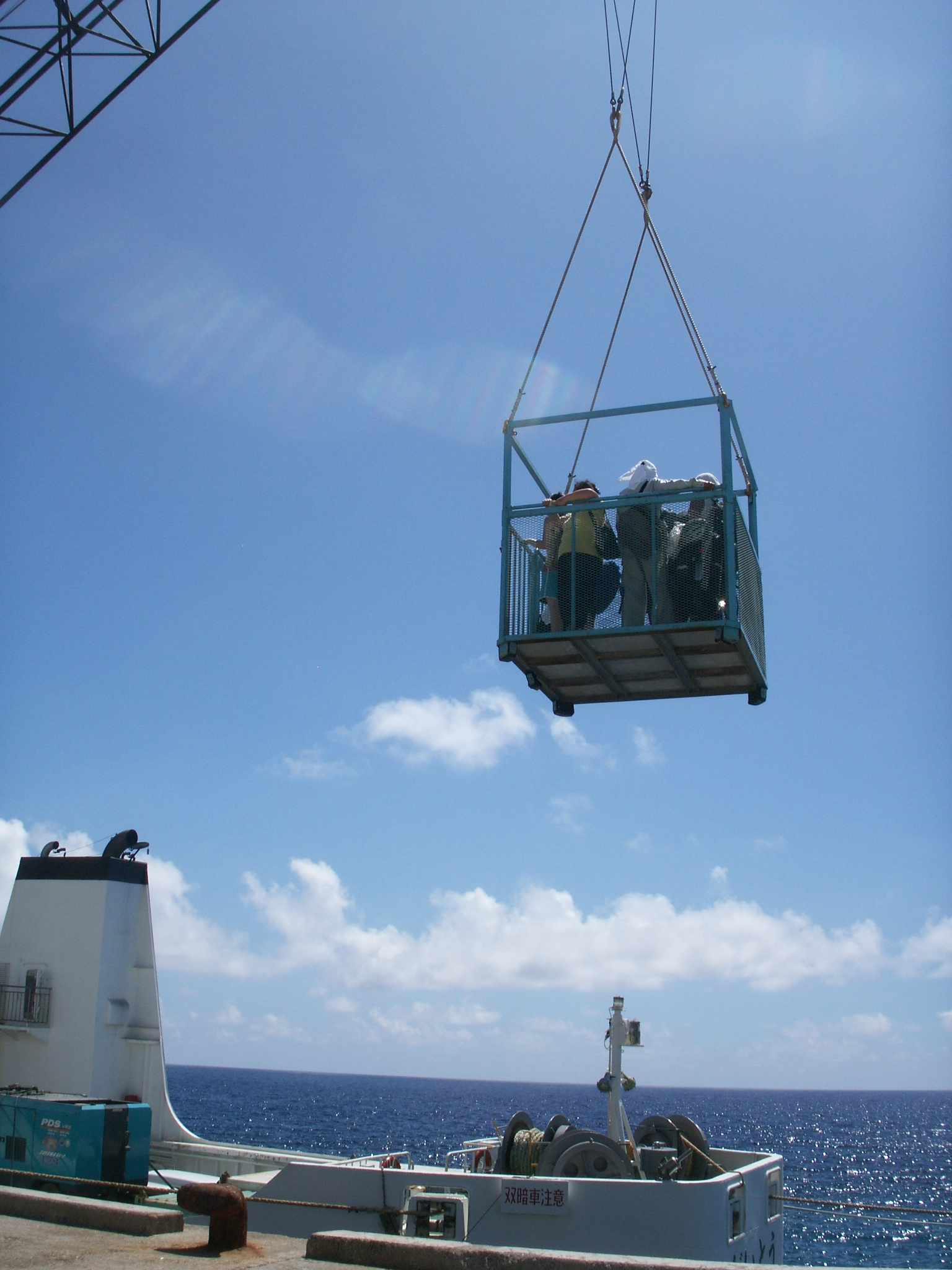
クレーン上陸
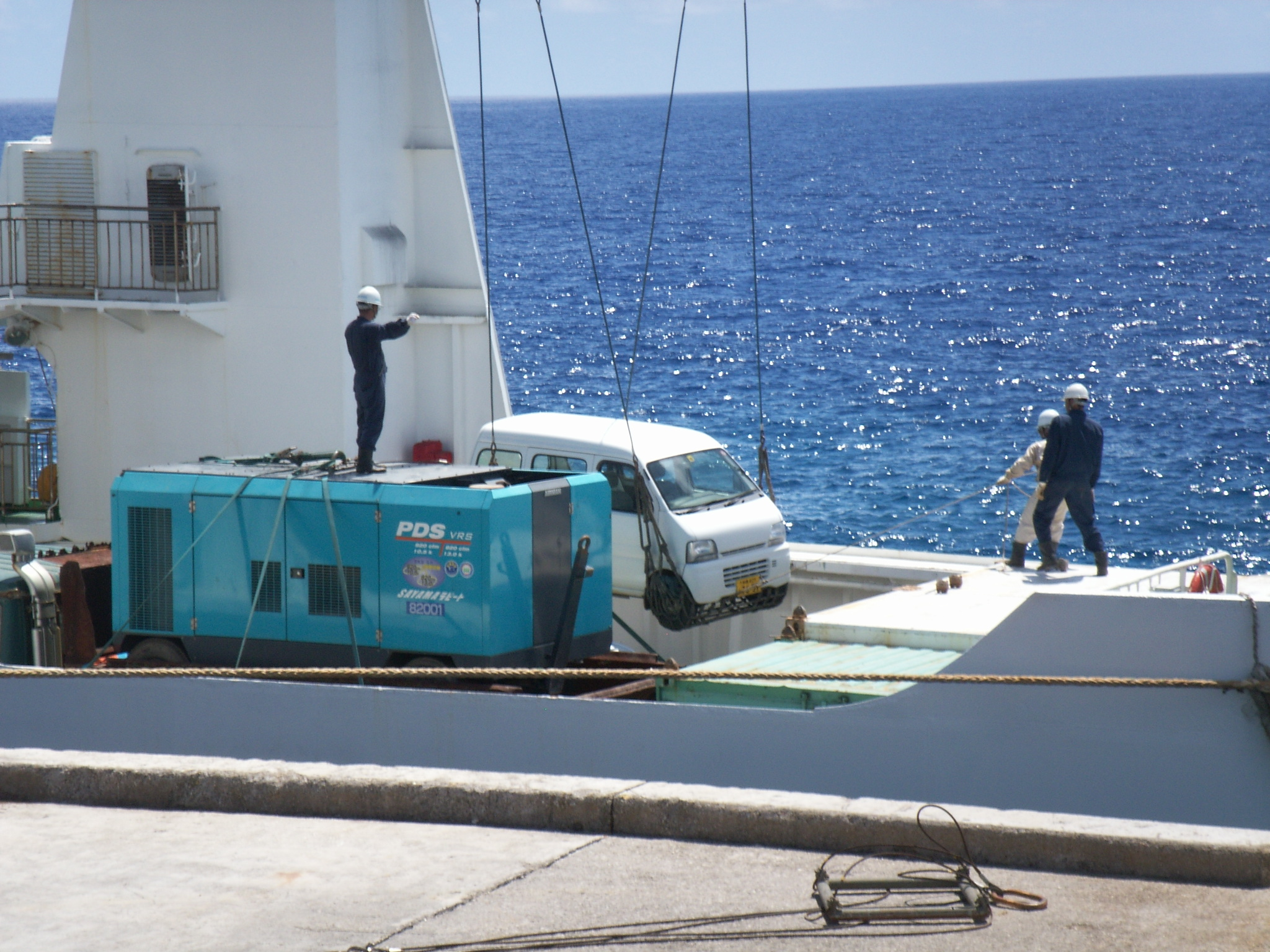
だいとうにクレーンで積まれる軽自動車

## 航路
- 那覇港（泊埠頭・新港埠頭） - 北大東港（北大東島）・南大東港（西地区、北地区、亀徳地区）

大東海運の貨客船「だいとう」が年70往復程度運航する。危険物搭載便は新港埠頭発着となる。

## 港湾施設
定期航路は基本沖止め（沖合係留）にてクレーンによる吊り下げ荷役乗下船や 艀渡し方式で漁船のみ漁港を使用している。
北地区
- -5.5m岸壁（1バース）
- 係船ブイ

西地区
- -5.5m岸壁（2バース）
- 係船ブイ

亀徳地区
- -5.5m岸壁（1バース）
- 係船ブイ
- 小型船船溜まり

### 南大東漁港
- -6.0/-3.0m各岸壁、他物揚場、泊地
- 2000年から一部供用開始
- 大規模岩盤掘り込み方式工法（陸域を開削する工法）で整備